# Liberalismo verde
El liberalismo verde, liberalismo ambientalista, Ecoliberalismo o Ecologismo liberal es el liberalismo que incluye la política verde en su ideología. Los liberales verdes suelen ser liberales en cuestiones sociales y "verdes" en cuestiones económicas.  El término "liberalismo verde" fue acuñado por el filósofo político Marcel Wissenburg en su libro de 1998 Liberalismo verde: la sociedad libre y verde. Argumenta que el liberalismo debe rechazar la idea de los derechos de propiedad absolutos y aceptar restricciones que limiten la libertad de abusar de la naturaleza y los recursos naturales. Sin embargo, rechaza el control del crecimiento de la población y cualquier control sobre la distribución de recursos como incompatible con la libertad individual, en cambio favorece el control del lado de la oferta: producción más eficiente, energías renovables, frenos a la sobreproducción y la sobreexplotación, medidas para no contaminar ríos o lagos, etc., para crear una economía baja de carbono y desarrollo sustentable dentro de una economía de mercado.

## Ideología
El liberalismo verde tiene a la Tierra como el valor más importante, la ideología propugna preservar al planeta para que se mantenga de la forma más parecida posible de cara a las generaciones futuras. Los afines al liberalismo verde consideran que la naturaleza se encuentra en un estado de flujo constante, por lo que no buscan conservar el mundo tal y como se encuentra actualmente. Sin embargo, intentan minimizar el daño causado por los humanos en el mundo, y contribuir en la regeneración de las zonas dañadas por la mano del hombre. El liberalismo verde busca combinar las instituciones democráticas liberales y los principios como la igualdad y la libertad del individuo con protecciones ambientales que buscan reducir las principales amenazas al medio ambiente, como el consumo excesivo y la contaminación del aire.

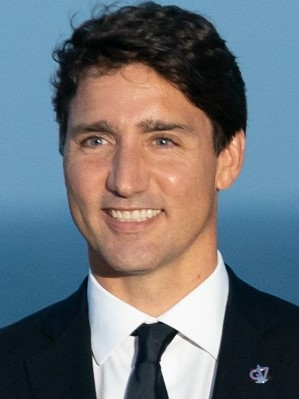
Primer Ministro de Canadá Justin Trudeau del Partido Liberal de Canadá aboga por una agenda verde.

En los asuntos económicos, los liberales verdes tienen dos variantes principales, la primera de ellas se ubica en el liberalismo clásico (en el espectro político, la centroderecha), mientras que la otra corriente es la del liberalismo social (posiciones de centro o centroizquierda): en cuanto a la concepción del estado en la vida de los ciudadanos, pueden favorecer una participación gubernamental ligeramente menor que los socioliberales, pero mucho más que liberales clásicos. Dentro de los círculos políticos de los liberales verdes existen algunos integrantes que practican el ecologismo de libre mercado y, por lo tanto, comparten similitud con el liberalismo conservador o el libertarismo. Esta es una de las pocas razones por las que es posible una alianza derecha-ecologista en la política. 
El término fue acuñado por el filósofo político Marcel Wissenburg, junto con otros autores, en el libro Green Liberalism: The free and the green society, publicado en 1988.
Algunas políticas verdes se han llevado a cabo en organizaciones políticas liberales, por ejemplo el Partido Liberal de Canadá, dirigido por Stéphane Dion, colocó al medio ambiente al frente de su agenda política, proponiendo la creación de ecotasas y de impuestos, en una reforma política conocida como el "Cambio Verde". Del mismo modo, los Liberal Demócratas del Reino Unido se han basado en el mismo concepto para proponer cambios en el Impuesto Verde.

## Compatibilidad política
Algunos filósofos o teóricos políticos afirman que existe una incompatibilidad entre el ecologismo y el liberalismo, esto se debe principalmente a que el segundo se centra demasiado en la persona por lo que se le resta cualquier tipo de importancia a las ideas colectivas. Ya que los liberales inculcan ideas como el individualismo, el beneficio privado, el gobierno limitado o la libertad de mercado, mientras que los ecologistas acostumbran resaltar al medio ambiente como un bien común, y para cuya protección puede ser necesario limitar algunas libertades individuales o económicas en pos del beneficio natural. Algunas fuentes matizan esta situación, alegando que existe una compatibilidad entre el ambientalismo y las ideas liberales, como lo es con el liberalismo igualitario en su filosofía política
Históricamente se ha asociado el ecologismo con otros movimientos políticos de tradición izquierdista, como lo son el socialismo o el feminismo, situación que ha llevado a la creación de ideologías como el ecosocialismo o el ecofeminismo, que suelen estar relacionadas por poner al bien colectivo como su razón de lucha por encima de cualquier beneficio personal o grupal, posiblemente el entendimiento entre las tres corrientes se desarrolló dentro del surgimiento de los nuevos movimientos sociales, los cuales precisamente luchaban contra el liberalismo, que se había instalado como la doctrina política dominante en Occidente.
Políticamente ya se han hecho algunas coaliciones electorales entre partidos afines al liberalismo conservador o de derecha con partidos de tipo ecologista, este tipo de pactos son conocidos coloquialmente como "alianza azul-verde" por los colores tradicionales que representan a los movimientos derechistas y ambientalistas. En Irlanda, tras las elecciones de 2007, el Partido Verde formó parte de la coalición de gobierno junto al conservador Fianna Fáil y los Demócratas Progresistas, el acuerdo duró hasta las votaciones de 2011, cuando los verdes perdieron sus escaños en el Parlamento.
El liberalismo verde varía del Ecocapitalismo, aunque diferente en su filosofía, misma situación con el "Neoliberalismo" al debido a que no busca el beneficio económico como primer objetivo de sus políticas.

## Partidos políticos
- Diálogo por Hungría (Hungría)
- Futuro Brillante (Islandia)
- Hatnuah (Israel)
- Izquierda Verde (Países Bajos)
- La Política Puede Ser Diferente (Hungría)
- Partido del Centro (Suecia)
- Partido de la Tierra (Portugal)
- Partido Ecologista (Rumania)
- Partido Izquierda Verde (Turquía)
- Partido Verde - Civil Will (Mongolia)
- Partido Verde de Canadá
- Partido Verde (República Checa)
- Verdes Verdes (Italia)
- Unión de Verdes y Campesinos (Letonia)
- Venstre (Noruega)
- Verdes Federalistas (Italia)
- Verdes Liberales (Suiza)
- Verdes Independientes de Virginia (Estados Unidos)
- Movimiento Ecológico (Venezuela)
- Partido Liberal Progresista (Costa Rica)